# Подолинний Федір Григорович
Фе́дір Григо́рович Подоли́нний (13 вересня 1910 — 11 вересня 1992) — радянський військовик часів Другої світової війни, генерал-майор інженерних військ.

## Біографія
Народився у 1910 році в селі Коржовий Кут Уманського району Черкаської області. Українець. Член ВКП(б) з 1931 року. У лавах РСЧА з 12 жовтня 1929 року.
Учасник німецько-радянської війни з 28 червня 1941 року.
В оборонних боях початкового періоду війни начальник інженерної служби 21-го механізованого корпусу Північно-Західного фронту капітан Ф. Г. Подолинний вміло організував службу загородження, неодноразово особисто брав участь в боях.
З вересня 1941 року — начальник інженерної служби 1-го гвардійського стрілецького корпусу. Брав участь в оборонних боях під Орлом і Мценськом у жовтні 1941 року.
З 1942 року й до кінця війни — заступник командуючого армією — начальник інженерних військ 5-ї гвардійської армії на Воронезькому, Степовому, 2-у та 1-у Українських фронтах. Брав участь у Бєлгородсько-Харківській, Кіровоградській, Умансько-Ботошанській, Яссько-Кишинівській, Львівсько-Сандомирській, Сандомирсько-Сілезькій та Берлінській наступальних операціях. Інженерні війська 5-ї гвардійської армії під командуванням гвардії полковника Ф. Г. Подолинного наводили переправи і мости через десятки річок, серед яких Дніпро, Південний Буг, Дністер, Вісла, Одер.
Після війни продовжив військову службу в Збройних Силах СРСР.
27 червня 1945 року Ф. Г. Подолинному присвоєно військове звання «генерал-майор інженерних військ».

## Нагороди і почесні звання
Нагороджений орденом Леніна, двома орденами Червоного Прапора (15.01.1944, ?), орденами Богдана Хмельницького 1-го ступеня (06.04.1945), Суворова 2-го ступеня (23.09.1944), Вітчизняної війни 1-го ступеня (06.04.1985), двома орденами Червоної Зірки (31.08.1941, 1944), медалями, низкою іноземних нагород.
Почесний громадянин міста Первомайська Миколаївської області.